# Южная Пайта
Южная Пайта (Пайта) — река в России, течёт по территории юго-западной части Лешуконского района Архангельской области. Левый приток реки Выкомша.
Длина реки составляет 14 км.
Исток реки находится у южной окраины болота Патьболото. Течёт по лесной болотистой местности. Генеральным направлением течения является юго-восток. Впадает в Выкомшу на высоте 48 м над уровнем моря.

## Данные водного реестра
По данным государственного водного реестра России относится к Двинско-Печорскому бассейновому округу, водохозяйственный участок реки — Мезень от истока до водомерного поста у деревни Малонисогорская. Речной бассейн реки — Мезень.
Код объекта в государственном водном реестре — 03030000112103000048396.